# Anne Tracy Morgan

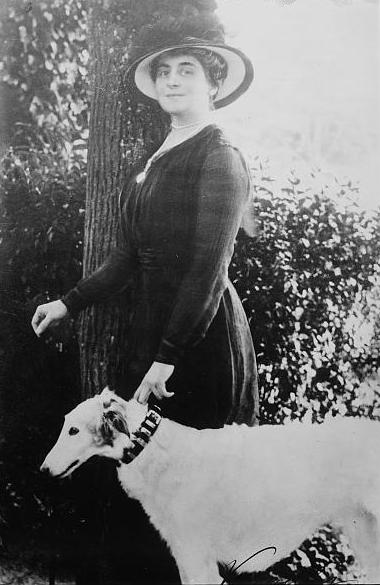
Anne Tracy Morgan

Anne Tracy Morgan (* 25. Juli 1873 in New York City; † 29. Januar 1952 in Mount Kisco, New York) war eine US-amerikanische Millionenerbin und Philanthropin. Sie engagierte sich hauptsächlich in der Fürsorge für Kriegsverletzte im Ersten Weltkrieg.

## Leben
Anne Tracy Morgan war die jüngste Tochter von vier Kindern des Unternehmers und Bankiers John Pierpont Morgan (1837–1913), besser bekannt als J. P. Morgan, und seiner zweiten Ehefrau Frances Louisa Tracy (1842–1924); sowie die Schwester von John Pierpont Morgan junior. Sie wuchs in einer wohlhabenden und kultivierten Umgebung auf. Ihr Vater erlangte in der internationalen Finanzwelt eine führende Position und ermöglichte seiner Tochter eine für die damalige Zeit außergewöhnliche Ausbildung. Während ihres Studiums in Europa besuchte Morgan die wichtigsten historischen Stätten und Kunstdenkmäler und lernte etliche berühmte Kunstsammlungen und Bibliotheken kennen. Sie gründete den Colony Club, der als erster Club für Frauen in New York gilt.
Anne Tracy Morgan lebte einen großen Teil ihres Lebens in Frankreich. Zu Beginn hielt sie sich mit ihren Freundinnen Elizabet Marbury und Elsie Wolfe mehrmals dort auf. Sie bewohnten die Villa Trianon. Nach dem Tod ihres Vaters 1913 konnte sie über ein großes Vermögen verfügen. Nach Ausbruch des Ersten Weltkriegs war sie Ende September 1914 mit ihren Freundinnen nahe der Front der Ersten Marne-Schlacht unterwegs. Mit Film- und Fotoaufnahmen der Section photographique de l’armée ging sie in die USA, um Spenden für den American Fund for French Wounded (AFFW) zu sammeln. Sie zeigte das Bildmaterial an mehreren Vorträgen.
Anfang 1916 kehrte sie nach Frankreich zurück und nutzte zunächst die Villa Trianon als Unterkunft für Kriegsverletzte, zudem gründete sie eine zivile Sektion des AFFW, um auch der Zivilbevölkerung der vom Krieg betroffenen Region helfen zu können. Diese Sektion erhielt den Namen Comité Américain pour les Régions Dévastées (CARD). CARD wurde von der kanadischen Ärztin schottischer Herkunft Anne Murray Dike (1878–1929) geleitet. 350 junge US-Amerikanerinnen wurden angeworben. Da das Engagement nur Frauen offen stand, die Französisch sprachen, ein eigenes Auto besaßen und sich während sechs Monaten, der Dauer des Engagements, vollständig selbst finanzieren konnten, stand CARD somit nur reichen Töchtern offen, doch beschäftigte CARD auch bezahlte Hilfskräfte. In Absprache mit der Armee richteten sie im Schloss von Blérancourt eine Krankenstation ein. Weitere Hilfseinrichtungen entstanden in Soissons und Paris. Nach dem Krieg leistete CARD Wiederaufbauarbeit. Anne Tracy Morgan wurde hoch dekoriert für ihre Hilfe während und nach dem Ersten und Zweiten Weltkrieg in Frankreich.
Im August 1927 protestierte Morgan gegen die Hinrichtung der italienischen Emigranten Sacco und Vanzetti. Zusammen mit Ruth Hale, Dorothy Parker und John Dos Passos reiste sie nach Boston, um gegen die Todesstrafe zu demonstrieren.
Anne Tracy Morgan starb in Mount Kisco an den Folgen einer Lungenentzündung und wurde auf dem Friedhof Cedar Hill Cemetery in Hartford, Connecticut, bestattet. Sie blieb zeitlebens unverheiratet und hatte keine Nachkommen.

## Auszeichnungen
- 1917: Mérite agricole
- 1918: Croix de guerre 1914–1918
- 1920: Médaille de la Reconnaissance française
- 1921: Palmes Académiques
- 1924: Offizier der Ehrenlegion
- 1932: Kommandeur der Ehrenlegion
- 1940: Croix de guerre 1939–1945

## Verfilmung ihres Lebens
In der Filmbiografie Tesla (2020) mit Ethan Hawke als Nikola Tesla wurde sie von Eve Hewson verkörpert.